# Kenan Yıldız
Kenan Yıldız (n. 4 mai 2005, Regensburg, Germania) este un fotbalist turc care evoluează pe postul de atacant pentru clubul italian Juventus. Născut în Germania, este internațional cu echipa națională de fotbal a Turciei.

## Cariera de club

### Carieră juvenilă
Yıldız s-a născut în Regensburg, Bavaria, și a început să joace fotbal la academiile de tineret ale Sallern Regensburg și Jahn Regensburg. În 2012, la vârsta de 7 ani, s-a alăturat academiei de tineret a lui Bayern Munich, urcând treptele categoriilor de tineret, adesea fiind căpitan și devenind în cele din urmă un element cheie al echipei U19. În ultimul său an la Bayern U19, în sezonul 2021–2022, Yıldız a contribuit cu șase goluri și opt pase decisive în 20 de meciuri.
Contractul lui Yıldız cu Bayern Munich a expirat în iulie 2022, iar clubul a confirmat că nu au reușit să-l reînnoiască. Barcelona și Juventus au concurat pentru semnarea lui în calitate de jucător liber. La 12 iulie, Juventus a confirmat semnarea lui Yıldız. În septembrie, a fost inclus printre cei mai buni 60 de jucători născuți în 2005 de ziarul englez The Guardian.
După ce a evoluat pentru echipa U19, pe 16 decembrie, Yıldız a fost convocat pentru prima dată la echipa secundă a lui Juventus, Juventus Next Gen, pentru meciul împotriva echipei Virtus Verona, programat pentru ziua următoare. În acel meci, antrenorul Massimo Brambilla l-a introdus pe teren în minutul 61 pentru debutul său profesional; echipa înregistrând o înfrângere cu scorul de 0-3.

### 2023–prezent: Debutul în echipa principală
Yıldız și-a făcut debutul în Serie A pentru Juventus într-o victorie cu 3-0 în deplasare împotriva lui Udinese pe 20 august 2023, intrând pe teren ca rezervă în repriza a doua. Zece zile mai târziu, el și-a prelungit contractul cu clubul până în 2027. Yıldız a primit prima sa titularizare în echipa principală a lui Juventus pe 23 decembrie 2023, marcând golul de deschidere într-o victorie cu 2-1 împotriva lui Frosinone. A devenit astfel cel mai tânăr marcator străin al clubului în Serie A, la vârsta de 18 ani și 233 de zile.

## Cariera internațională
Yıldız s-a născut în Germania, fiind fiul unui tată turc și al unei mame germane. Este jucător internațional la nivel de tineret pentru Turcia, având selecții pentru echipa națională sub 17 ani a Turciei. La 27 septembrie 2022, Yıldız și-a făcut debutul pentru echipa națională sub 21 de ani a Turciei, jucând 28 de minute împotriva echipei naționale de tineret a Georgiei.
În octombrie 2023, el a primit prima convocare în echipa națională de fotbal a Turciei pentru două meciuri de calificare la Euro 2024, împotriva echipelor naționale ale Croatiai și Letoniai. La 12 octombrie, Yıldız și-a făcut debutul internațional complet intrând pe teren în minutul 86 în victoria cu 1-0 împotriva Croației.
A marcat primul său gol internațional pe 18 noiembrie 2023 într-o victorie cu 3-2 împotriva Germaniei, țara sa de naștere, în Berlin. La 7 iunie 2024, a fost selecționat în lotul de 26 de jucători pentru UEFA Euro 2024.

## Stil de joc
Yıldız este un mijlocaș modern cunoscut pentru pasele sale precise și pentru șuturile puternice de la distanță. Este apreciat pentru tehnica sa excelentă. Rolul său natural este cel de playmaker, fiind remarcat și pentru statura sa robustă. În afară de mijlocaș central, poate juca și în postura de extremă.

## Statistici de carieră

### Club
La meci jucat pe 14 ianuarie 2025. 
| Club              | Sezon         | Campionat     | Campionat | Campionat | Coppa Italia | Coppa Italia | Europa   | Europa | Altele   | Altele | Total    | Total  |
| Club              | Sezon         | Divizie       | Apariții  | Goluri    | Apariții     | Goluri       | Apariții | Goluri | Apariții | Goluri | Apariții | Goluri |
| ----------------- | ------------- | ------------- | --------- | --------- | ------------ | ------------ | -------- | ------ | -------- | ------ | -------- | ------ |
| Juventus Next Gen | 2022–23       | Serie C       | 7         | 0         | —            | —            | —        | —      | 1        | 0      | 8        | 0      |
| Juventus Next Gen | 2023–24       | Serie C       | 7         | 2         | —            | —            | —        | —      | —        | —      | 7        | 2      |
| Juventus Next Gen | Total         | Total         | 14        | 2         | —            | —            | —        | —      | 1        | 0      | 15       | 2      |
| Juventus          | 2023–24       | Serie A       | 27        | 2         | 5            | 2            | —        | —      | —        | —      | 32       | 4      |
| Juventus          | 2024–25       | Serie A       | 20        | 4         | 1            | 0            | 6        | 1      | 1        | 1      | 28       | 6      |
| Juventus          | Total         | Total         | 47        | 6         | 6            | 2            | 6        | 1      | 1        | 1      | 60       | 10     |
| Total carieră     | Total carieră | Total carieră | 61        | 8         | 6            | 2            | 6        | 1      | 2        | 1      | 75       | 12     |

1. ↑  Apariție în Coppa Italia Serie C
2. ↑  Apariții în UEFA Champions League
3. ↑  Apariție în Supercoppa Italiana

### Internațional
La meci jucat pe 19 noiembrie 2024.
| Națională | An    | Apariții | Goluri |
| --------- | ----- | -------- | ------ |
| Turcia    | 2023  | 3        | 1      |
| Turcia    | 2024  | 14       | 1      |
| Total     | Total | 17       | 2      |

Scorurile și rezultatele listate indică numărul de goluri al Turciei primul, iar coloana cu scorul reflectă scorul după fiecare gol al lui Yıldız.
| Nr. | Data              | Locație                             | Selecție | Adversar   | Scor | Rezultate | Competiție                  |
| --- | ----------------- | ----------------------------------- | -------- | ---------- | ---- | --------- | --------------------------- |
| 1   | 18 noiembrie 2023 | Olympiastadion, Berlin, Germania    | 2        | Germania   | 2–1  | 3–2       | Amical                      |
| 2   | 19 noiembrie 2024 | Gradski stadion, Nikšić, Muntenegru | 17       | Muntenegru | 1–1  | 3–1       | UEFA Nations League 2024–25 |

## Titluri
Juventus
- Coppa Italia: 2023–24[27]